# Wake Up the Wonder
Wake Up the Wonder es un álbum en vivo de Elevation Worship. Essential Worship lanzó el álbum el 24 de noviembre de 2014. Se trabajó con Mack Brown en la producción de este álbum.

## Premios y reconocimientos
El álbum del concierto en vivo, fue nominado para un premio GMA Dove 2015 en la categoría Video largo del año.

## Rendimiento comercial
El álbum debutó en el n.º 58 en la lista de Billboard en su primera semana, vendiendo alrededor de 16,000 copias en los Estados Unidos. También debutó en el número 1 en el chart Christian por Billboard's, así como en el número 21 en la lista de álbumes digitales. El álbum ha vendido 31,000 en los Estados Unidos a partir de diciembre de 2015.

## Listado de canciones
| N.º             | Título                        | Escritores                                                  | Duración |
| --------------- | ----------------------------- | ----------------------------------------------------------- | -------- |
| 1.              | "Already Won"                 | Mack Brock, Chris Brown, Pastor Steven Furtick, Wade Joye   | 4:04     |
| 2.              | "Unstoppable God"             | Brown, Furtick, Joye                                        | 4:21     |
| 3.              | "Jesus I Come"                | Brown, Furtick                                              | 5:51     |
| 4.              | "Ever Glorious"               | Brock, Brown, Furtick, Joye                                 | 5:20     |
| 5.              | "Jesus Forever"               | Brock, Brown, Furtick, Joye                                 | 5:18     |
| 6.              | "Your Promises"               | Brock, Brown, Furtick, Joye                                 | 4:58     |
| 7.              | "The King Is Among Us"        | Brock, Brown, Furtick, Joye, Matt Redman                    | 9:06     |
| 8.              | "Great Things (Worth It All)" | Carl Cartee, Furtick                                        | 4:54     |
| 9.              | "Standing"                    | Brown, Furtick, Joye                                        | 3:42     |
| 10.             | "Let Us Adore"                | Brock, Brown, Furtick, Jason Ingram, Joye                   | 4:12     |
| 11.             | "I Love You Lord"             | Brown, Amy Corbett, Furtick, Joye                           | 5:23     |
| 12.             | "For the Lamb"                | Brown, Furtick                                              | 7:19     |
| 13.             | "Fortress"                    | Brock, Brown, Furtick, London Gatch, Joy, Lauren Ramkissoon | 4:53     |
| 14.             | "Look How He Lifted Me"       | Brown, Furtick, Israel Houghton                             | 4:25     |
| Duración Total: | Duración Total:               | Duración Total:                                             | 73:46    |

## Rendimiento del álbum
| Chart (2014)                    | Peak position |
| ------------------------------- | ------------- |
| US Billboard 200                | 58            |
| US Christian Albums (Billboard) | 1             |